# Biblioteca del Conservatorio Superior de Música Eduardo Martínez Torner
La Biblioteca del Conservatorio Superior de Música Eduardo Martínez Torner es un centro de documentación e información especializado en Música que se ubica en Oviedo y que depende de la Consejería de Educación y Ciencia del Principado de Asturias, España.

## Origen de la Biblioteca
La biblioteca tiene su origen en la creación del propio Conservatorio Superior de Música Eduardo Martínez Torner, momento en el cual se procedió a la centralización de los materiales impresos que estaban dispersos por los distintos departamentos del centro. Además, se procedió, durante los primeros meses, a incrementar la colección existente mediante la adquisición de aquellas obras que iban a ser necesarias para apoyar el curriculum docente de las nuevas especialidades que iban incorporándose. En la actualidad se imparten enseñanzas de grado superior de acordeón, canto, composición, instrumentos de cuerda, guitarra, órgano, percusión, piano, instrumento de viento-metal, e instrumentos de viento-madera.

## Colecciones
La Biblioteca del Conservatorio Superior de Música Eduardo Martínez Torner alberga más de 2000 monografías, 8000 partituras, 1500 grabaciones sonoras y 1200 videograbaciones. La tipología documental dominante, como bien se puede apreciar, es la música impresa, con un peso muy superior al del resto de los materiales. Dentro de este material, el instrumento más representado es el piano, que se corresponde con el instrumento con más alumnos matriculados, le sigue el violín, el violonchelo y la guitarra. Dentro de los instrumentos de viento, el que posee mayor número de obras es el clarinete. Dentro de las monografías, las áreas de conocimiento más representadas son las que se corresponden con la sección de Musicología, porque la amplitud de su significado permite que contenga las obras que no tienen otras adscripción más clara; le siguen Pedagogía Musical, Historia de la Música, folklore y organología. En los últimos cursos académicos se han ido introduciendo nuevas materias en virtud de los requerimientos de los temarios y competencias transversales exigidos por el EEES, y que generan nuevas tendencias en la adquisición y consulta de obras en la biblioteca del centro.

## Servicios
- Lectura en sala. Mediante este servicio, la biblioteca permite la consulta en sus propias instalaciones de sus fondos mediante un periodo de tiempo que coincide con el horario de apertura y supone la cara más visible de la biblioteca dentro de la institución. Este servicio está disponible para toda la comunidad educativa del conservatorio y para el resto de la ciudadanía, previa solicitud.
- Préstamo. El préstamo de materiales está restringido para la comunidad educativa del conservatorio. Para ello, el usuario necesitará autentificarse a través del carné que acredita su pertenencia a la institución académica. Los alumnos podrán retirar un máximo de tres objetos de cada vez durante un plazo máximo de una semana, independientemente de cómo combinen las tipologías de materiales. El personal docente podrá retirar seis ítems durante un plazo máximo de dos semanas.
- Soporte a la investigación. La biblioteca del Conservatorio Superior de Música "Eduardo Martínez Torner" ofrece su apoyo a la tarea investigadora de alumnos y profesores del centro, de forma innovadora, en tres tiempos: Antes, durante y después del proceso.
- Catálogo en línea. Todas las obras albergadas en la biblioteca se encuentran catalogadas y pueden ser localizadas a través del catálogo en línea.
- Alerta de novedades. La biblioteca hace saber a sus usuarios los últimos materiales recibidos.
- Servicio de difusión de convocatorias y novedades musicales. A través de un blog, la biblioteca difunde los principales eventos relacionados con el mundo de la música de carácter nacional e internacional.[3]

## Galería
|  |  | Depósito de la Biblioteca del Conservatorio Superior de Música Eduardo Martínez Torner |